# Pseudomys
A Pseudomys az emlősök (Mammalia) osztályának a rágcsálók (Rodentia) rendjébe, ezen belül az egérfélék (Muridae) családjába tartozó nem.

## Rendszerezés
A nembe az alábbi 25 faj tartozik:
- Pseudomys albocinereus Gould, 1845
- Pseudomys apodemoides Finlayson, 1932
- keleti ausztrálegér (Pseudomys australis) Gray, 1832 – típusfaj
- Pseudomys bolami Troughton, 1932
- Pseudomys calabyi Kitchener & Humphreys, 1987 - korábban Pseudomys laborifex-nek tekintették
- Chapman-ausztrálegér (Pseudomys chapmani) Kitchener, 1980
- kecses ausztrálegér (Pseudomys delicatulus) Gould, 1842
- sivatagi ausztrálegér (Pseudomys desertor) Troughton, 1932
- dűnelakó ausztrálegér (Pseudomys fieldi) Waite, 1896 - szinonimája: Pseudomys praeconis
- Pseudomys fumeus Brazenor, 1934
- †kékes ausztrálegér (Pseudomys glaucus) Thomas, 1910
- †Gould-ausztrálegér (Pseudomys gouldii) Waterhouse, 1839
- Pseudomys gracilicaudatus Gould, 1845
- bozótjáró ausztrálegér (Pseudomys hermannsburgensis) Waite, 1896
- tasmán ausztrálegér (Pseudomys higginsi) Trouessart, 1897
- Pseudomys johnsoni Kitchener, 1985
- Pseudomys laborifex Kitchener & Humphreys, 1986 - korábban a Pseudomys johnsoni alfajának tekintették
- Pseudomys nanus Gould, 1858
- Pseudomys novaehollandiae Waterhouse, 1843
- nyugati ausztrálegér (Pseudomys occidentalis) Tate, 1951
- Pseudomys oralis Thomas, 1921
- Pseudomys patrius Thomas & Dollman, 1909
- Pseudomys pilligaensis Fox & Briscoe, 1980
- Shortridge-ausztrálegér (Pseudomys shortridgei) Thomas, 1907
- †Pseudomys vandycki - pliocén